# Trzcinnik leśny
Trzcinnik leśny (Calamagrostis  arundinacea (L.) Roth.) – gatunek rośliny z rodziny wiechlinowatych (Poaceae). 

## Występowanie
Występuje w strefie umiarkowanej Europy i Azji, sięgając na południowym wschodzie tego kontynentu także strefy międzyzwrotnikowej (Filipiny, Nowa Gwinea). We florze Polski gatunek pospolity niemal na obszarze całego kraju, rzadszy na południowym zachodzie.

## Morfologia

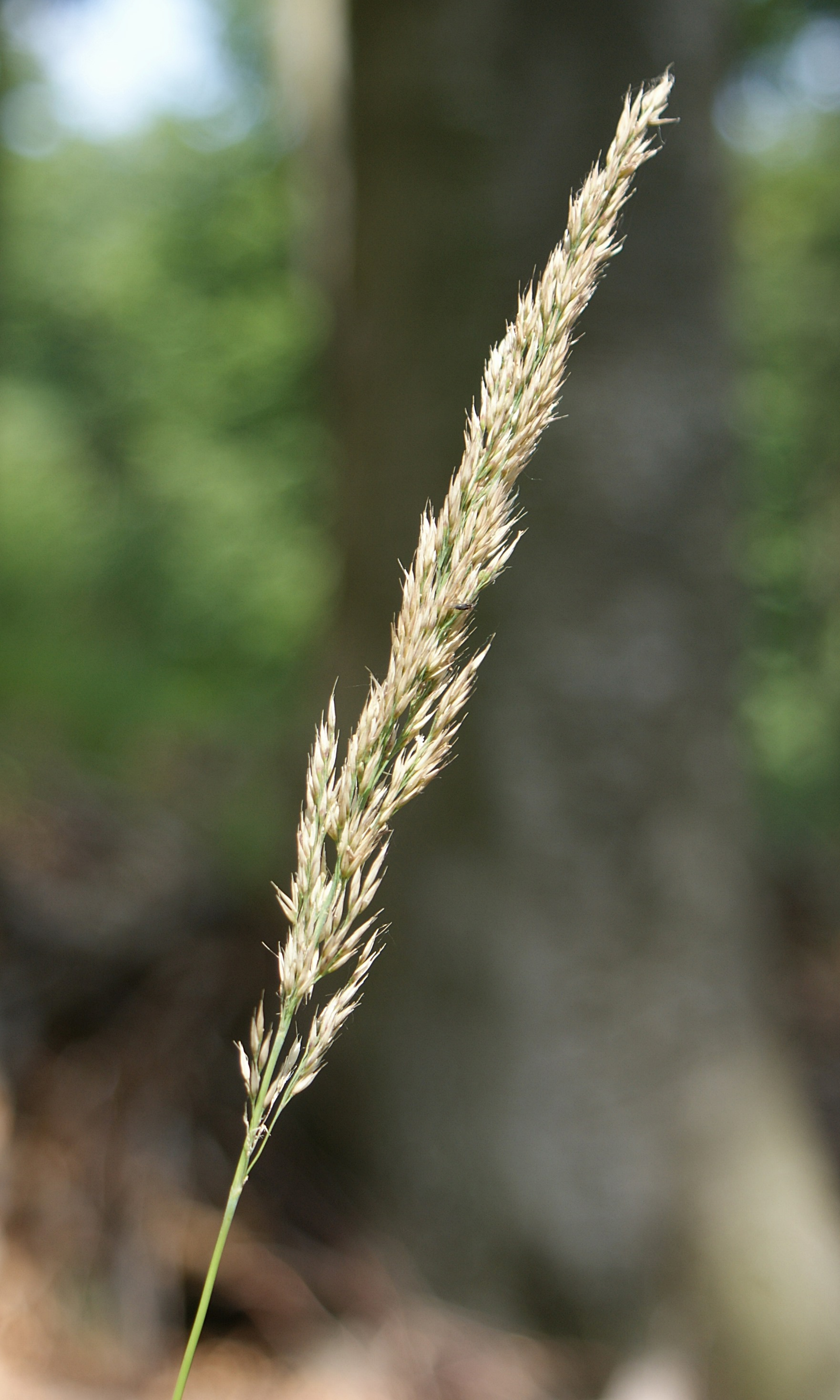
Kwiatostan

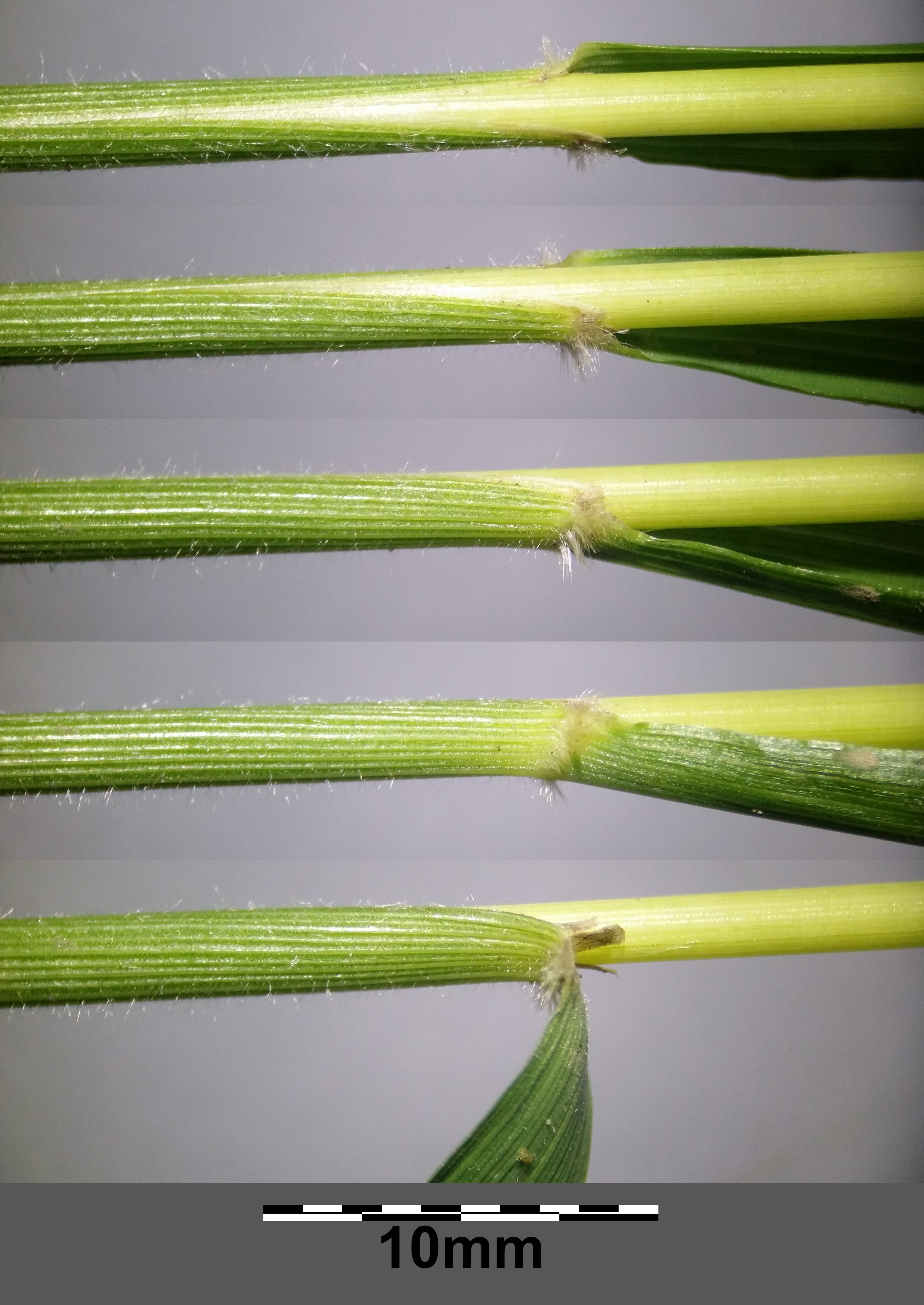
Nasada blaszki liściowej

PokrójŻywozielona trawa kępkowa o podziemnych krótkich kłączach.
ŁodygiNierozgałęzione źdźbła dorastające z kwiatostanem do wysokości  1,2 m, sztywne, pod wiechą nieco szorstkie, przeważnie wyprostowane czasami łukowato wznoszące się.
LiściePłaskie o długości od 10 do 35 cm, wąskie o szerokości od 4 do 12 mm, wiotkie, odgięte łukowato, przy pochwie nieco owłosione, zwężające się przy podstawie, połyskujące i szorstkie niebieskozielone (żywozielone), przebarwiające się na brązowo, po górnej stronie sinozielone i matowe, a od dołu ciemnozielone lśniące, wyrastające przeważnie z pochwy. Języczek postrzępiony o długości od 2 do 3 mm.
KwiatyZebrane na cienkich gałązkach w puszystą wiechę  o długości do 20 cm, wąska, po przekwitnieniu kurczy się. Kłoski o długości od 5 do 6 mm o krótkich szorstkich gałązkach, żółtawe lub czerwonawo-fioletowe z pędzelkowato owłosionym zakończeniem osadki. Ość plewki wyrasta poniżej połowy plewki, mocno zgięta o długości do 7 mm, wystaje z kłoska.
OwoceZiarniaki.
Gatunki podobneKostrzewa leśna (Festuca altissima).

## Biologia i ekologia
Rozwój: Bylina, autotrof, hemikryptofit — pączki zimujące znajdują się na poziomie ziemi. Kwitnie czerwiec–sierpień. Kwiaty są wiatropylne. Tolerancyjna na suszę, w pełni mrozoodporna.
SiedliskoWystępuje częsta w kwaśnych dąbrowach, lasach i zaroślach oraz na ich skrajach, na glebach umiarkowanie kwaśnych, świeżych, umiarkowanie ubogich. Preferuje stanowiska umiarkowanie nasłonecznione do lekko zacienionych, umiarkowanie chłodne warunki klimatyczne. Badania fitosocjologiczne wykazują, że w ostatnich dziesięcioleciach obserwuje się duży wzrost liczebności i zajmowanie nowych stanowisk. Gatunek neutralny wobec kontynentalizmu.
FitosocjologiaW klasyfikacji zbiorowisk roślinnych gatunek charakterystyczny dla związku (All.) Calamagrostion, zespołu (Ass.) (Bupleuro-Calamagrostietum arundinaceae). Gatunek wyróżniający (D.) dla zespołu (Ass.) (Potentillo albae-Quercetum). Istotny diagnostycznie gatunek wspólny dla grup zespołów: (GrAss.) dąbrowy niżowe na glebach świeżych, dąbrowy podgórskie na glebach oglejonych, dąbrowy podgórskie na glebach świeżych, zespołów: (Ass.) wyżynny jodłowy bór mieszany (Abietetum polonicum), dolnoreglowy świerkowy bór na torfie (Bazzanio-Piceetum), borealna świerczyna na torfie (Sphagno girgensohnii-Piceetum), subborealny wilgotny bór mieszany (jegiel) (Querco-Piceetum).
NazewnictwoBotaniczna nazwa Calamagrostis pochodzi od greckiego słowa kalamos i agrostis (trawa).

## Zmienność
Tworzy mieszańce  z trzcinnikiem owłosionym i  lancetowatym.